# Югра (земля)

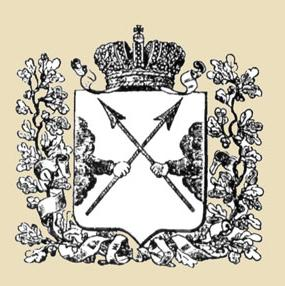
Герб Землі югорської

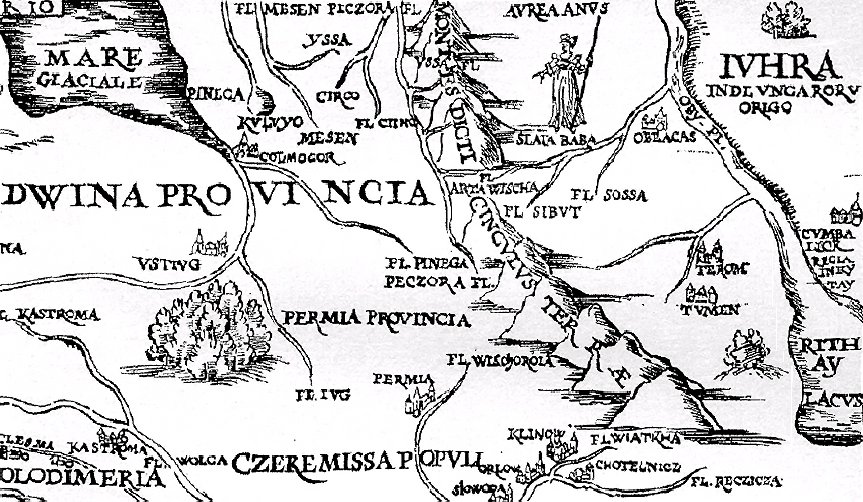
Югра (Iuhra), «звідки походять угорці» (inde ungaroru origo), вказана
Зиґмундом Герберштайном на схід від Обі на карті Московії 1549 р.

Югра (Югорський край) — найменування територій на Північному Уралі та узбережжі Північного Льодовитого океану від протоки Югорський Шар до гирла річки Таз, на яких мешкали угорські хантийські і частково мансійські племена. Назва використовувалася в московських джерелах XII—XVII століть.
У польських джерелах XVI століття Югра розташована на північний схід від Московського князівства за Волгою і є найпівнічнішою частиною «Скіфії», що лежить на узбережжі Північного океану. За цими уявленнями безпосередньо в Югрі розташовувалася давня батьківщина угорців.
Топонім «Югра» зберігся в географічних назвах на крайньому Північному Сході Європи, таких як протока Югорський Шар і півострів Югорський в Ненецькому автономному окрузі.
Василь Татищев писав: «Від Двіни на схід югри і югдори річкою Юг, народ був великий і сильний. Їхнє володіння поширювалося в Галицьку область, місто Унжа було їх володінням. Мали своїх князів. Нині головні міста їхні Устюг Великий, Кевроль і Мезень» .
На початку XXI століття назву «Югра» почали використовувати для означення території Ханти-Мансійського автономного округу і офіційно закріпили в його назві.

## Історія
У 1032 в поході на «Залізні Ворота» новгородців очолив воєвода Улеб.
Нестор Літописець писав зі слів новгородця Юрія Тароговича в «Повісті временних літ» (бл. 1110—1118) про збір новгородськими ратниками данини у племені югра, що живе за річкою Печорою в «північних країнах», що говорив невідомою мовою: «Се же хочю сказати, яже слышах прежде сих четырех лет, я же сказа ми Юря Тарогович Новгородец, глаголя яко послах отрок мой в Печру по дань, иже дают тамо живящеи Новугороду. И пришед тамо, и оттуда иде с нами в Югру…».
У 1193 році на Урал з метою силою змусити Югру до сплати данини вирушив загін новгородського воєводи Ядрея, який був майже повністю винищений, у тому числі завдяки зраді якогось Савки — представника приватних новгородських підприємців, який «переветы дръжаше с князем югорскым».
З кінця XII століття і до 1470-х років Югра була колоніальним володінням Новгородської республіки, з якого нерегулярно брали данину хутром, рибою, моржевою кісткою тощо.
З кінця XII століття відомо про повстання племен Югри, об'єднаних у дрібні князівства, що тривали до XV століття включно. Найбільше повстання відбулося 1445 року.
У XIV столітті в Новгороді було створено окрему корпорацію — «Югорщина», члени якої були пов'язані з Югрою торгівлею та збором данини.
З кінця XIV століття у боротьбу з Новгородом за володіння північними та північно-західними землями, включаючи і Югру, вступає Велике князівство Московське. З другої половини XV століття починається поступове завоювання Югри Москвою в результаті походів 1465 та 1483 років .
У 1499—1500 роках був здійснений великий похід за Урал кількох воєвод: князя Семена Курбського, разом з князями Петром Федоровичем Ушатим і Василем Івановичем Заболоцьким-Бражником з 5000 устюжан, двінян і вятчан, для підкорення Югорської землі, тобто вогулів (мансі), які мешкали в пониззі річок Тобол і Об. Вони водним шляхом досягли Печори, де заклали фортецю Пустозерськ, а потім на лижах перетнули Урал. Московське військо дійшло містечка Ляпіна. Взяли 40 містечок, понад тисячу полонених і 50 князів. Тоді місцеві князі підкорилися Москві. З 1502 року московські князі стали додавати до своїх титулів слова «Обдорські та Югорські». Більшість напівнезалежних хантійських і мансійських князівств було знищено до кінця XVI століття, останні були скасовані в 1640-х роках. У джерелах термін «Югра» зустрічається востаннє 1606 року.
У XII—XVII століттях югрою називалися також місцеві хантійські та мансійські народи, що населяли Югру.